# Billbergia sanderiana
Espèce
Classification phylogénétique
Billbergia sanderiana est une espèce de plantes de la famille des Bromeliaceae, endémique de la forêt atlantique (mata atlântica en portugais) au Brésil.

## Synonymes
- Billbergia amoena var. cylindracea E.Pereira[1] ;
- Billbergia amoena var. penduliflora M.B.Foster[1].

## Distribution
L'espèce est endémique du sud-est du Brésil. On la trouve dans les états du Minas Gerais, Espírito Santo, Rio de Janeiro et São Paulo.

## Description
L'espèce est épiphyte.